# Шеврон
„Шеврон корпорейшън“ (на английски: Chevron Corporation) или само „Шеврон“, е американска мултинационална енергийна корпорация, активна в повече от 180 страни. Централата на компанията се намира в гр. Сан Рамон, щата Калифорния.
Тя е на 2-ро място след „Ексон Мобил“ в страната и сред най-големите в света. Компанията заема престижното 10-о място в класацията на „Форчън Глобал 500“ за 2011 г. Занимава се с добив и преработка на нефт и природен газ, произвежда нефтопродукти и нефтохимически продукти.
През 2011 г. компанията получава разрешение за търсене и проучване на шистов природен газ в България. Впоследствие е приет мораториум върху ползването на фракинг. На 27 май 2014 г. е обявено, че компанията се изтегля от българския пазар.